# Nataša Majerič
Nataša Majerič, por. Nataša Matijevič, slovenska političarka, komercialistka ter nekdanja podjetnica in fotomodel, * 1. februar 1967
Leta 1984 je osvojila naslov Miss Slovenije.  Ukvarjala se je s proizvodnjo oblačil. Je diplomirana ekonomistka.
Zaposlena je kot vodja službe na področju tržnic v javnem podjetju Snaga Maribor.

## Kariera

### Lepotna tekmovanja in kot fotomodel
Kot mariborska dijakinja tretjega letnika gimnazije kulturne smeri na Pobrežju je zmagala na tekmovanju Miss Slovenije 1984 v konkurenci 17 deklet pod veliko tribuno Stadiona v Ljudskem vrtu. Njena 1. spremljevalka je bila Simona Weiss,  njena 2. spremljevalka pa Aida Raci. Vse tri so šle na jugoslovansko tekmovanje. Organizator je bil revija Antena. Leta 1985 je na tekmovanju v disku Super Fleck v Rdeči dvorani v Velenju osvojila naslov miss Super Fleck in 15 milijonov starih dinarjev. Druga spremljevalka je postala Alma Hasanbašić iz Velenja (deset milijonov starih dinarjev), tretja spremljevalka pa Simona Weiss (pet milijonov starih dinarjev). Majeričeva je bila model na naslovnici številke beograjske revije Duga iz leta 1986.

### Politika
Bila je sekretarka mariborskega mestnega odbora stranke LDS med letoma 2009 in 2011, ko je odstopila. Po izstopu iz stranke istega leta je delovala kot samostojna svetnica. Leta 2014 je bila navedena kot predstavnica podjetniškega gibanja ZaSkupaj Maribor.

#### Kandidiranje na volitvah
Leta 2004 je neuspešno kandidirala na listi Za podjetno Slovenijo za vstop v državni zbor. Leta 2008 je neuspešno kandidirala na listi LDS za vstop v državni zbor. Leta 2010 je uspešno kandidirala na listi stranke LDS za vstop v Mestni svet Mestne občine Maribor.

### Funkcije v podjetjih
Bila je vodja marketinga pri trgovsko-poslovnem centru Celeiapark, predstavnica za odnose z javnostmi pri Obrtni zbornici Maribor, vodja marketinga in prodaje v podjetju Marifarm in predsednica nadzornega sveta javnega podjetja Marprom.

## Očitki o korupciji
Še kot mestna svetnica LDS si je omislila tablični računalnik iPad 2 in prenosni računalnik Asus, kar se je nekaterim medijem zdelo neprimerno glede na zadolženost občine. Kriminalisti naj bi jo preiskovali glede prenove strehe glavne mariborske avtobusne postaje, ker naj bi bila za najem kredita zahtevana podkupnina. V anonimki so se pojavili očitki, da je bila kot članica sveta Javnega zavoda Lekarne Maribor ena od prejemnic sredstev, ki jih je izplačala direktorica za preprečitev prenosa lastništva tega zavoda z mariborske na več okoliških občin. Kot LDS-ova svetnica je v času mandata župana Franca Kanglerja podprla stacionarne radarje. Tudi sicer mu je bila naklonjena, zaradi česar je bila vprašljiva njena »opozicijska drža«.

## Zasebno
Kot srednješolka je plesala v mariborski skupini za aerobiko in veliko šivala. Poročena je z Bojanom Matijevičem, nekdanjim LDS-evim članom sveta mestne četrti Pobrežje, s katerim ima dva otroka.